# Camponotus mayri
Camponotus mayri är en myrart som beskrevs av Auguste-Henri Forel 1879. Camponotus mayri ingår i släktet hästmyror, och familjen myror.

## Underarter
Arten delas in i följande underarter:
- C. m. chimporensis
- C. m. mayri